# جورج اشتاین برونر
جورج اشتاین برونر (انگلیسی: Jorg Steinebrunner؛ زادهٔ ۲۲ اکتبر ۱۹۷۱) بازیکن فوتبال است.
وی همچنین در تیم ملی فوتبال زیر ۲۱ سال آلمان بازی کرده‌است.